# Liga de Campeones Árabe 1993
La Liga de Campeones Árabe 1993 es la novena edición de este torneo de fútbol a nivel de clubes árabes organizado por la UAFA y que contó con la participación de 8 equipos de África del Norte, Medio Oriente y África del Este.
El Espérance venció al Muharraq Club de Baréin en la final jugada en Tunisia, Túnez para proclamarse campeón del torneo por primera vez.

## Fase de grupos
Todos los partidos se jugaron en Tunisia, Túnez.

### Grupo A
| Local            | Resultado | Visitante         |
| ---------------- | --------- | ----------------- |
| Espérance        | 2-0       | Muharraq Club     |
| Espérance        | 2-0       | Al Hussein Irbid  |
| Espérance        | 6-0       | Al-Hilal Omdurmán |
| Muharraq Club    | 4-2       | Al Hussein Irbid  |
| Muharraq Club    | 1-0       | Al-Hilal Omdurmán |
| Al Hussein Irbid | 1-0       | Al-Hilal Omdurmán |

| Club              | G | E | P | GF | GC | Pts. |
| ----------------- | - | - | - | -- | -- | ---- |
| Espéránce         | 3 | 0 | 0 | 8  | 2  | 6    |
| Muharraq Club     | 2 | 0 | 1 | 5  | 4  | 4    |
| Al Hussein Irbid  | 1 | 0 | 2 | 3  | 6  | 2    |
| Al-Hilal Omdurmán | 0 | 0 | 3 | 0  | 8  | 0    |

### Grupo B
| Local       | Resultado | Visitante     |
| ----------- | --------- | ------------- |
| WA Tlemcen  | 2-1       | Al Qadisiya   |
| WA Tlemcen  | 2-1       | Al-Ittihad    |
| WA Tlemcen  | 3-2       | Hilal Al-Quds |
| Al Qadisiya | 1-0       | Al-Ittihad    |
| Al Qadisiya | 3-0       | Hilal Al-Quds |
| Al-Ittihad  | 5-1       | Hilal Al-Quds |

| Club          | G | E | P | GF | GC | Pts. |
| ------------- | - | - | - | -- | -- | ---- |
| WA Tlemcen    | 3 | 0 | 0 | 7  | 4  | 6    |
| Al Qadisiya   | 2 | 0 | 1 | 5  | 2  | 4    |
| Al-Ittihad    | 1 | 0 | 2 | 6  | 4  | 2    |
| Hilal Al-Quds | 0 | 0 | 3 | 3  | 11 | 0    |

## Fase final
|  | Semifinales               | Semifinales   |   |  | Final                     | Final |  |
|  |                           |               |   |  |                           |       |  |
|  |                           |               |   |  |                           |       |  |
|  | Tunisia, 16 de septiembre |               |   |  |                           |       |  |
|  | Qadsia SC                 | 0             |   |  |                           |       |  |
|  | Espérance ST              | 5             |   |  |                           |       |  |
|  |                           |               |   |  |                           |       |  |
|  |                           |               |   |  | Tunisia, 18 de septiembre |       |  |
|  |                           |               |   |  | Espérance ST              | 3     |  |
|  |                           | Muharraq Club | 0 |  |                           |       |  |
|  |                           |               |   |  |                           |       |  |
|  |                           |               |   |  |                           |       |  |
|  |                           |               |   |  | Tercer lugar              |       |  |
|  | Tunisia, 16 de septiembre |               |   |  |                           |       |  |
|  | WA Tlemcen                | 2             |   |  |                           |       |  |
|  | Muharraq Club             | 3             |   |  |                           |       |  |

## Campeón
| Liga de Campeones Árabe 1993 |
| ---------------------------- |
| Bandera de Túnez             |
| Espérance 1.er título        |